# Kotabumi (Tanjung Lubuk)
Kotabumi is een bestuurslaag in het regentschap Ogan Komering Ilir van de provincie Zuid-Sumatra, Indonesië. Kotabumi telt 1479 inwoners (volkstelling 2010).